# Rúa
Rúa o La Rúa (en gallego y oficialmente A Rúa) es un municipio español situado en la comarca gallega de Valdeorras, al noreste de la provincia de Orense. Su capital es A Rúa de Valdeorras, una de las tres parroquias que forman el municipio, junto a Roblido y San Julián.

## Localización
El término municipal de Rúa, que ocupa una superficie de 35,91 km², limita al noroeste con el municipio lucense de Quiroga, al suroeste con Laroco, al este con Villamartín de Valdeorras y al sur con el río Sil, que define su límite con el término municipal de Petín. Las parroquias que integran el municipio de La Rúa pertenecen a la diócesis de Astorga.

## Geografía
Integrado en la comarca de Valdeorras, se sitúa a 95 kilómetros de la capital provincial. El término municipal está atravesado por la carretera N-120 entre los pK 465 y 471, así como por la carretera OU-533 que se dirige hacia Viana del Bollo y La Gudiña. 
Rúa se encuentra enclavada en la orilla norte del Valle de Valdeorras occidental, formado por el río Sil. Al norte del municipio es donde se encuentran sus mayores alturas, en la Serra do Cereixido, con Cabeza Porriñas (1221 m) como punto más elevado del territorio. El sur del término municipal coincide con el valle que dibuja el río Sil y el embalse de San Martiño, y es su área más poblada. La altitud oscila entre los 1246 metros en el límite con Quiroga (Alto Fraga da Cerda) y los 310 metros a orillas del río Sil. El pueblo se alza a 317 metros sobre el nivel del mar. 
| Noroeste: Quiroga (Lugo) | Norte: Quiroga (Lugo) | Noreste: Villamartín de Valdeorras |
| Oeste: Quiroga (Lugo)    |                       | Este: Villamartín de Valdeorras    |
| Suroeste: Laroco         | Sur: Petín            | Sureste: Petín                     |

Su clima está caracterizado por los contrastes, al contrario que otras comarcas gallegas, con cambios de los 43 °C de verano a los -7 °C en invierno (como medias máximas del último lustro). Las condiciones de su microclima y sus suelos aportan las características óptimas para el cultivo de la vid y la elaboración de vinos de calidad, una de sus principales fuentes económicas y referente de su identidad local.

## Historia
Según las crónicas de Plinio el Viejo y Ptolomeo, antes de la romanización, las tierras de La Rúa, y del resto de valdeorras, estaban habitadas por los Cigurros o Egurros. En la localidad de La Rúa se situaba el Forum Cigurrorum, donde se asentaba la VIII mansión de la Vía XVIII o Vía Nova del Itinerario de Antonino, construida bajo los reinados de Tito y Domiciano, que unía Bracara Augusta (Braga) y  Asturica Augusta (Astorga), cruzando el río Sil por el puente de la Cigarrosa. En el municipio se encontró una lápida romana, que se conserva frente a la iglesia de San Esteban, y unos elaborados mosaicos, custodiados en el museo arqueológico provincial de Orense.
Posteriormente, durante la dominación sueva y visigoda al antiguo Forum Cigurrorum, se le conocerá como Geures o Giorres. El lugar adquiriría cierta importancia, como demuestra el hecho de que en él se asentase una ceca de moneda durante los reinados de Witerico, Sisebuto y Suintila, entre los años 603 y 631.
Alfonso I de Asturias incorpora la comarca, que a lo largo de la Edad Media estuvo bajo dominio de los reyes de Asturias y de León , primero bajo el señorío del Condado de Lemos y posteriormente de los condes de Ribadavia.
Ya durante la Edad Media y muy entrada la Edad Moderna, la localidad será conocida como San Esteban de La Rúa, siendo la cabecera histórica de la comarca de Valdeorras.
Durante la guerra de la Independencia, en 1809, la comarca sería testigo de enfrentamientos entre la guerrilla española y tropas napoleónicas. En 1883 llega a la localidad el ferrocarril, motivo por el que se construye la estación, dando lugar a un nuevo barrio que concentraría buena parte de la actividad socioeconómica del occidente de la comarca de Valdeorras.

## Geografía humana

### Demografía
Cuenta con una población de 4223 habitantes (INE 2024).
| Gráfica de evolución demográfica de A Rúa entre 1842 y 2021 |
| |
| Población de derecho según los censos de población del INE Población de hecho según los censos de población del INEEn estos censos se denominaba Rúa: 1842, 1857, 1860, 1877, 1887, 1897, 1900, 1910, 1920, 1930 y 1940 En estos censos se denominaba Rúa, La: 1950, 1960, 1970 y 1981 |

| 1857 | 1860 | 1877 | 1887 | 1897 | 1900 | 1910 | 1920 | 1930 | 1940 | 1950 | 1960 | 1970 | 1981 | 1991 | 2001 | 2011 | 2016 | 2022 |
| ---- | ---- | ---- | ---- | ---- | ---- | ---- | ---- | ---- | ---- | ---- | ---- | ---- | ---- | ---- | ---- | ---- | ---- | ---- |
| 2075 | 2115 | 2361 | 2779 | 2360 | 2411 | 2626 | 2822 | 3224 | 4040 | 4096 | 4526 | 5242 | 5712 | 4933 | 5056 | 4719 | 4530 | 4186 |

### Organización territorial
El municipio está formado por nueve entidades de población distribuidas en tres parroquias:
- La Rúa[10] (San Esteban)[12]
- Roblido (San Juan)[8][13]
- San Julián[8][10][14]

### Economía
Uno de los principales motores económicos del municipio, y de la comarca de Valdeorras, es el cultivo de la vid y la elaboración de vinos y aguardientes de acreditada calidad. La identidad del municipio está inequívocamente vinculada al vino, sus múltiples bodegas dan fe de ello. Prueba de la calidad de sus vinos es que, en 2011, el conocido enólogo Robert M. Parker los catalogó entre la élite mundial de vinos.
Aunque en el municipio no exista ninguna explotación minera, son muchos los vecinos del municipio que encuentran su actividad en la extracción de la pizarra en otros municipios de la comarca.
Al margen de vino y pizarra, otras actividades dinamizan la actividad económica del municipio son: generación hidroeléctrica, carpintería, transporte de mercancías, hostelería, alimentación y una factoría, de reciente construcción, auxiliar de la industria del automóvil.

### Comunicaciones
Rúa está bien ubicada, en el paso natural entre el sur de Galicia y la Meseta. Tres son los ejes viarios: 
- La N-120, que la une con Ponferrada, donde enlaza con la A-6 (Madrid-La Coruña), y con Orense por Monforte de Lemos.
- La OU-636 y la OU-536 hacia la capital provincial a 101 km por Puebla de Trives y Castro Caldelas
- La OU-533 que, por Viana del Bollo y La Gudiña, le acerca a Portugal.

La estación ferroviaria de A Rúa-Petín, enclavada en la línea León-La Coruña, ha sido siempre una destacada entrada a Galicia y en torno a la misma se generó un importante crecimiento urbano, del que nació el barrio donde hoy se ubica la capital del municipio.

## Patrimonio natural e histórico
Los elementos más relevantes desde el punto de vista turístico, del municipio, son:
- Iglesia parroquial de San Esteban: Construida en el siglo XVI es una de las construcciones eclesiásticas más notables de la comarca.
- Puente de la Cigarrosa: Puente de origen romano, se levanta sobre el río Sil y une el municipio de la Rúa con el de Petín. Hoy en día es peatonal.
- Espacio fluvial del embalse de San Martiño: En la orilla ruesa del río Sil se encuentra un interesante ecosistema de ribera. Sobre el mismo se extiende un malecón y paseo fluvial, una frondosa chopera y un área deportivo-recreativa (El Aguillón).
- El término municipal es atravesado por una variante del Camino de Santiago, el denominado Camino de Invierno, atajo que evitaba la ascensión al Cebreiro en invierno.[cita requerida]

## Festividades
Las principales fiestas del municipio son:
- Fiestas de San Roque: Se celebran el primer fin de semana siguiente al 16 de agosto, en el Campo de San Roque. Es el referente festivo por antonomasia de la Rúa vieja.
- Fiestas de verano: Se celebran del 7 al 11 de agosto, en el barrio de la Estación.
- Existen otras celebraciones festivo-gastronómicas: Magosto, Feria del Vino...